# U-16-Fußball-Weltmeisterschaft 1985
Die erste U-16-Fußball-Weltmeisterschaft (offiziell: I FIFA U-16 World Tournament for the Kodak Cup) fand vom 31. Juli bis zum 11. August 1985 in der Volksrepublik China statt. Die Volksrepublik China wurde von der FIFA erstmals für die Austragung eines ihrer Turniere bestimmt. Insgesamt war es nach der U-20-Weltmeisterschaft 1979 in Japan erst das zweite FIFA-Turnier auf asiatischem Boden. Der chinesische Fußballverband kehrte erst 1980 in die FIFA zurück, nachdem man 1958 ausgetreten war. Das Jahr der erstmaligen Austragung wurde absichtlich gewählt, da 1985 das „Internationale Jahr der Jugend“ war.
Erster Titelträger wurde die U16-Nationalmannschaft von Nigeria durch einen 2:0-Sieg über die Mannschaft der Bundesrepublik Deutschland. Dritter wurden die Jugendlichen aus Brasilien.

## Spielorte
Für die Austragung des Turniers wurden vier Stadien in vier Städten entlang der Ostküste Chinas ausgewählt. Jede Vorrundengruppe trug sämtliche Spiele in einem Stadion aus.
- Arbeiterstadion, Peking: Im 1959 erbauten Multifunktionsstadion der Hauptstadt Peking fanden die Vorrundenspiele der Gruppe A statt. Zudem wurden eine Viertelfinalpartie, eine Halbfinalpartie, das Spiel um Platz 3 und das Finale hier ausgetragen. Das Arbeiterstadion war mit 80.000 Plätzen das mit Abstand größte Stadion der Weltmeisterschaft.
- Hongqiao-Stadion, Tianjin: In der 20.000 Zuschauer fassenden Arena wurden die Vorrundenspiele der Gruppe B und eine Viertelfinalpartie ausgetragen. Das Hongqiao-Stadion war das kleinste Stadion der WM.
- Stadion des Volkes, Dalian: Das 1976 errichtete Stadion war Austragungsort für die Partien der Gruppe C. Zudem fand eine Partie des Viertelfinals im 40.000 Zuschauer fassenden Stadion statt.
- Hongkou-Stadion, Shanghai: Das ca. 1953 erbaute Stadion diente für die Vorrundenspiele der Gruppe D sowie je eine Partie des Viertel- und Halbfinals. 30.220 Zuschauer fanden im Hongkou-Stadion Platz.

## Qualifikation
Die FIFA entschied sich bei der Schaffung des Wettbewerbs die Teilnehmerzahl auf 16 zu fixieren. Spielberechtigt waren nur Spieler, die nach dem 31. Juli 1968 geboren wurden. Anders als bei der Fußball-Weltmeisterschaft wurde allen Kontinenten dasselbe Kontingent eingeräumt (mit Ausnahme Ozeaniens). Während bei den Weltmeisterschaften 1982 und 1986 14 von 24 Teams aus Europa stammten, nahmen an der U-16-WM nur derer drei teil. Ebenso standen Südamerika, Nord- und Mittelamerika, Asien sowie Afrika je drei Startplätze zu. Ozeanien bekam auf Grund der geringen Anzahl an Verbänden einen Startplatz. Ein Grund für diese Verteilung dürfte auch in der Politik João Havelanges gelegen sein, der als erster nicht-europäischer FIFA-Präsident den Einfluss der Europäer zurückzudrängen versuchte.
Ungarn und Bolivien wurden von der FIFA für das Turnier eingeladen und mussten somit keine Qualifikationsspiele absolvieren. Selbiges galt für Gastgeber China. Bolivien wurde zur Belohnung für seine hervorragende Entwicklung in der Jugendarbeit eingeladen. Als Vertretung Boliviens wurde die Mannschaft der Jugendakademie Academia Tahuichi Aguilera entsendet. Ungarn erhielt eine Einladung wegen des Todes von Árpád Csanádi im Jahre 1983. Csanádi war einer der wichtigsten Sportfunktionäre Ungarns, langjähriges IOC-Mitglied und ein enger Freund von FIFA-Präsident João Havelange.
Deutschland qualifizierte sich als Sieger der U-16-Europameisterschaft 1984 für das Turnier, die Italiener nahmen als Gewinner der U-16-Europameisterschaft 1982 ebenfalls teil.
In Südamerika wurde für die Bestimmung der beiden Teilnehmer neben Bolivien zwischen dem 1. April und 22. April 1985 in Buenos Aires ein Turnier in Ligaform ausgerichtet, an dem neun Nationen teilnahmen (darunter auch Bolivien). Das Turnier galt als erste U-17-Fußball-Südamerikameisterschaft und lediglich Ecuador blieb dem Turnier fern. Am Ende qualifizierten sich Turniersieger Argentinien und das zweitplatzierte Team aus Brasilien. Beide Teams trafen erst am letzten Spieltag aufeinander und waren bis dato ohne Punktverlust. Argentinien gewann das prestigeträchtige Duell mit 3:2.
In Nord- und Mittelamerika qualifizierte sich die Mannschaft der USA als Sieger des „CONCACAF U-16-Turniers 1983“. Neun weitere Nationen spielten in Mexiko-Stadt zwischen dem 12. Mai und 26. Mai 1985 im Rahmen des „CONCACAF U-16-Turniers 1985“ die beiden weiteren Qualifikanten aus. Letztlich setzten sich Mexiko und Costa Rica in der Finalgruppe gegen Kanada und Honduras durch.
In Afrika wurden Qualifikationsspiele ausgerichtet, an denen insgesamt acht Nationen teilnahmen (weitere sechs hatten gemeldet zogen jedoch zurück). Das Turnier wurde im K.-o-System mit Hin- und Rückspiel ausgetragen. In den Finalpaarungen setzten sich Guinea (gegen Ägypten), Nigeria (gegen Togo) und die Volksrepublik Kongo (gegen Ghana) durch.
Asien ermittelte seine beiden weiteren Teilnehmer mittels der Austragung einer U-16-Asienmeisterschaft in Doha. Dabei setzten sich Gastgeber Katar und Saudi-Arabien durch. Auch das bereits als Gastgeber der WM 1985 qualifizierte Team aus China nahm teil, scheiterte aber bereits in der Gruppenphase.
Ozeanien trug bereits 1983 ein Qualifikationsturnier für die Weltmeisterschaft aus. Dabei nahmen sechs Nationen teil, darunter auch Taiwan. Das Turnier wurde von den Australiern dominiert, die ohne Punktverlust und mit 22:2 Toren das Turnier gewannen.

### Teilnehmer

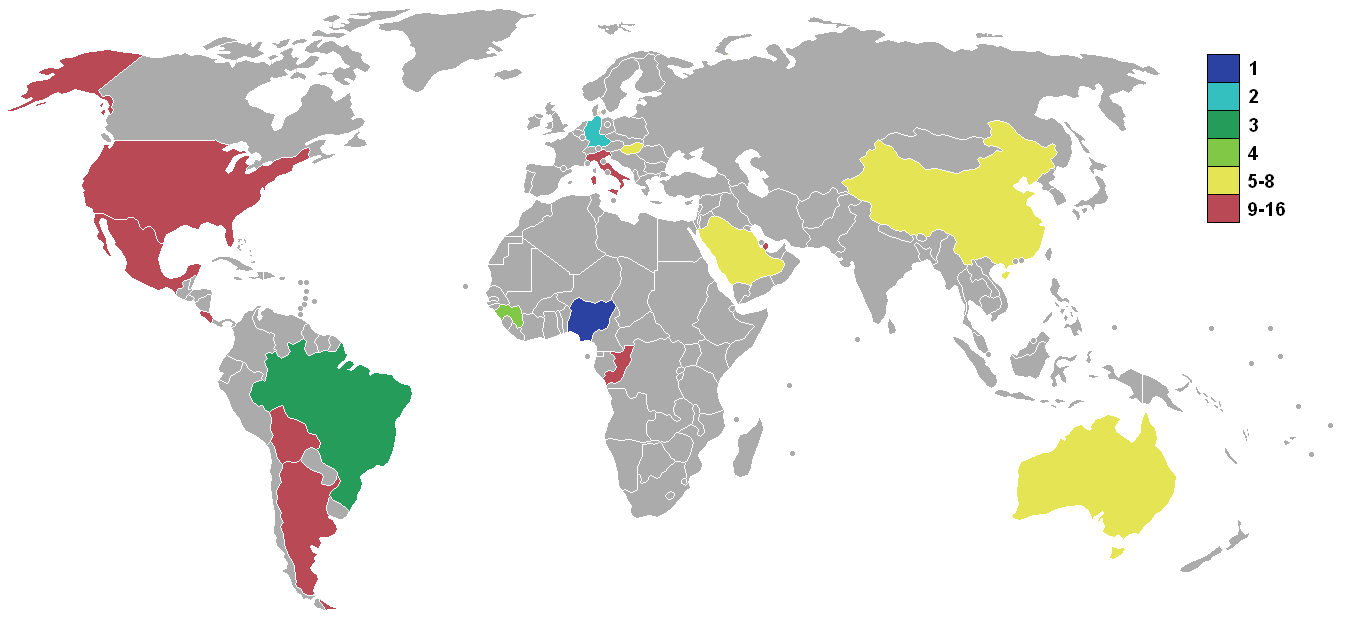
Platzierungen der Teilnehmer

| 3 aus Europa                  | BR Deutschland | Italien  | Ungarn        |
| 3 aus Südamerika              | Argentinien    | Bolivien | Brasilien     |
| 3 aus Nord- und Mittelamerika | Costa Rica     | Mexiko   | USA           |
| 3 aus Afrika                  | Guinea         | VR Kongo | Nigeria       |
| 3 aus Asien                   | China          | Katar    | Saudi-Arabien |
| 1 aus Ozeanien                | Australien     |          |               |

### Mannschaften aus dem deutschsprachigen Raum
| Spieler             | Verein               | Spiele |
| ------------------- | -------------------- | ------ |
| 01 Alexander Ogrinc | VfB Stuttgart        | 6 (0)  |
| 02 Ralf Lewe        | SG Wattenscheid 09   | 5 (0)  |
| 03 Peter Jung       | SV Kuppenheim        | 4 (0)  |
| 04 Dirk Konerding   | Arminia Bielefeld    | 6 (1)  |
| 05 Martin Schneider | FC Bayern München    | 6 (0)  |
| 06 Peter Gartmann   | FC Augsburg          | 6 (0)  |
| 07 Rene Schlichting | Eintracht Frankfurt  | 6 (0)  |
| 08 Klaus Mirwald    | VfB Stuttgart        | 6 (1)  |
| 09 Marcel Witeczek  | Bayer 05 Uerdingen   | 6 (8)  |
| 10 Detlev Dammeier  | Hannover 96          | 6 (1)  |
| 11 Ralf Jester      | Bramfelder SV        | 6 (0)  |
| 12 Thomas Revermann | Preußen Münster      |        |
| 13 Helmut Gabriel   | SC Neheim            | 5 (0)  |
| 14 Sascha Kiefaber  | 1. FC Kaiserslautern | 2 (0)  |
| 15 Bernhard Schöfer | VfB Stuttgart        | 2 (0)  |
| 16 Stefan Simon     | Eintracht Frankfurt  | 2 (0)  |
| 17 Ralf Sturm       | 1. FC Köln           | 1 (0)  |
| 18 Peter Radojewski | Fortuna Düsseldorf   | 3 (0)  |

- Trainer: Horst Köppel

## Modus
Die 16 Teilnehmer traten in vier Vorrundengruppen mit je vier Mannschaften an. Jedes Team spielte einmal gegen jedes andere Team in seiner Gruppe. Für einen Sieg gab es zwei Punkte, für ein Unentschieden einen Punkt. Bei Punktgleichstand entschied das bessere Torverhältnis über die Platzierung. Die reguläre Spieldauer betrug 2 × 40 Minuten.
Die beiden Ersten jeder Gruppe qualifizierten sich für das Viertelfinale. Ab dem Viertelfinale wurde das Turnier im K.-o.-System ausgetragen. Im Viertelfinale traf jeweils ein Gruppenerster auf einen Gruppenzweiten.
Stand in einem Spiel der K.-o.-Runde nach 80 Minuten kein Sieger fest, wurde eine 2 × 10-minütige Verlängerung gespielt. Fiel auch in der Verlängerung keine Entscheidung wurde der Sieger im Elfmeterschießen ermittelt.

## Vorrunde
Die Auslosung der Gruppen fand am 27. April in Zürich, dem Standort des FIFA-Hauptquartiers, statt.

### Gruppe A
| Pl. | Land     | Sp. | S | U | N | Tore    | Diff. | Punkte |
| --- | -------- | --- | - | - | - | ------- | ----- | ------ |
| 1.  | China    | 3   | 2 | 1 | 0 | 006:300 | +3    | 05:10  |
| 2.  | Guinea   | 3   | 2 | 0 | 1 | 005:200 | +3    | 04:20  |
| 3.  | USA      | 3   | 1 | 0 | 2 | 003:500 | −2    | 02:40  |
| 4.  | Bolivien | 3   | 0 | 1 | 2 | 002:600 | −4    | 01:50  |

|                             |   |          |           |
| 31. Juli 1985 um 19:00 Uhr  |   |          |           |
| China                       | – | Bolivien | 1:1 (1:1) |
| 31. Juli 1985 um 20:45 Uhr  |   |          |           |
| Guinea                      | – | USA      | 1:0 (0:0) |
| 2. August 1985 um 19:00 Uhr |   |          |           |
| China                       | – | Guinea   | 2:1 (2:0) |
| 2. August 1985 um 20:45 Uhr |   |          |           |
| Bolivien                    | – | USA      | 1:2 (1:0) |
| 4. August 1985 um 19:00 Uhr |   |          |           |
| VR China                    | – | USA      | 3:1 (3:0) |
| 4. August 1985 um 20:45 Uhr |   |          |           |
| Bolivien                    | – | Guinea   | 0:3 (0:2) |

In Gruppe A setzte sich überraschend China als Tabellenerster durch. Vom eigenen Publikum angetrieben überraschten die Chinesen mit bedingungslosem Angriffsfußball und erreichten verdient das Viertelfinale. Ohne überragende Einzelkönner ausgestattet konnte sich die Mannschaft von Spiel zu Spiel steigern.
Guinea präsentierte eine homogene Mannschaft, die sich durch taktische Disziplin und technisch versierten Fußball auszeichnete. Ausgestattet mit einer starken Physis qualifizierte sich Guinea als Tabellenzweiter für die nächste Runde.
Die Vereinigten Staaten scheiterten bereits in der Vorrunde. Das Team, das sich bereits 1983 qualifiziert hatte und keine Gemeinsamkeiten mit dem damaligen mehr aufwies, hatte vor allem auf den Flügeln seine Schwachstellen und konnte letztlich mit China und Guinea nicht mithalten.
Die Mannschaft der Academia Tahuichi Aguilera, die als Vertretung Boliviens teilnahm, konnte den Vorschusslorbeeren nicht gerecht werden. Nach einer ordentlichen Leistung in der ersten Partie baute die Mannschaft im weiteren Turnierverlauf physisch als auch mental ab und konnte sich nicht für das Viertelfinale qualifizieren.

### Gruppe B
| Pl. | Land           | Sp. | S | U | N | Tore    | Diff. | Punkte |
| --- | -------------- | --- | - | - | - | ------- | ----- | ------ |
| 1.  | Australien     | 3   | 3 | 0 | 0 | 004:100 | +3    | 06:0   |
| 2.  | BR Deutschland | 3   | 1 | 1 | 1 | 005:300 | +2    | 03:30  |
| 3.  | Argentinien    | 3   | 1 | 1 | 1 | 005:400 | +1    | 03:30  |
| 4.  | VR Kongo       | 3   | 0 | 0 | 3 | 004:100 | −6    | 0:60   |

|                             |   |                |           |
| 31. Juli 1985 um 19:00 Uhr  |   |                |           |
| Australien                  | – | Argentinien    | 1:0 (1:0) |
| 31. Juli 1985 um 20:45 Uhr  |   |                |           |
| VR Kongo                    | – | BR Deutschland | 1:4 (0:2) |
| 2. August 1985 um 19:00 Uhr |   |                |           |
| Australien                  | – | VR Kongo       | 2:1 (1:0) |
| 2. August 1985 um 20:45 Uhr |   |                |           |
| Argentinien                 | – | BR Deutschland | 1:1 (1:1) |
| 4. August 1985 um 19:00 Uhr |   |                |           |
| Australien                  | – | BR Deutschland | 1:0 (1:0) |
| 4. August 1985 um 20:45 Uhr |   |                |           |
| Argentinien                 | – | VR Kongo       | 4:2 (3:0) |

Australien überraschte in Gruppe B und setzte sich gegen die favorisierten Mannschaften aus Deutschland und Argentinien als Gruppensieger durch. Ausgestattet mit einer guten Physis und dank einer mannschaftlich geschlossenen Leistung konnte das Team, zu dem unter anderem Craig Foster und Paul Trimboli gehörten, seine Mängel im Dribbling und in der Ballbeherrschung ausgleichen. Ohne Punktverlust qualifizierte man sich für das Viertelfinale.
Die deutsche Elf konnte sich dank des besseren Torverhältnisses für das Viertelfinale qualifizieren. Nach einem überzeugenden Sieg gegen Kongo und einem Unentschieden gegen Argentinien verpasste man es im letzten Gruppenspiel sich aus eigener Kraft für die nächste Runde zu qualifizieren und war vom Endergebnis zwischen Argentinien und Kongo abhängig. Letztlich gab ein Tor den Ausschlag zugunsten der Deutschen, die auf ihrer guten konditionellen Verfassung aufbauten. Der deutschen Mannschaft fehlten vor allem Spieler, die Akzente im Spiel nach vorne setzen konnten; lediglich Marcel Witeczek konnte in der Offensive überzeugen.
Argentinien galt vor dem Turnier als einer der großen Favoriten auf den Sieg. Doch bereits im Auftaktspiel gegen Australien gab es einen Dämpfer für die Argentinier, die erst im April souverän Südamerikameister wurden. Nach einem Unentschieden gegen die BRD hätte ein Sieg mit drei Toren Unterschied gegen die bereits ausgeschiedenen Kongolesen genügt, doch nachdem man bereits zur Halbzeit mit 3:0 führte konnte das Ergebnis nicht gehalten werden und letztlich fehlte ein Tor für das Weiterkommen. Die argentinische Elf zeichnete sich vor allem durch ein enormes spielerisches Potential aus mit vielen individuell starken Spielern wie Fernando Redondo, Fernando Cáceres oder Hugo Maradona, denen es jedoch an der mannschaftlichen Geschlossenheit fehlte und die auch Defizite in der Fitness aufwiesen.
Die Mannschaft der Volksrepublik Kongo galt bereits im Vorfeld als krasser Außenseiter in Gruppe B. Den Spielern mangelte es an Erfahrung in einem solchen internationalen Turnier zu bestehen. Trotz der beiden Auftaktniederlagen und dem deutlichen Rückstand im letzten Spiel gegen Argentinien gab sich die Mannschaft nie auf und sorgte so für das überraschende Aus der Argentinier.

### Gruppe C
| Pl. | Land          | Sp. | S | U | N | Tore    | Diff. | Punkte |
| --- | ------------- | --- | - | - | - | ------- | ----- | ------ |
| 1.  | Saudi-Arabien | 3   | 2 | 1 | 0 | 007:200 | +5    | 05:10  |
| 2.  | Nigeria       | 3   | 2 | 1 | 0 | 004:000 | +4    | 05:10  |
| 3.  | Italien       | 3   | 1 | 0 | 2 | 003:400 | −1    | 02:40  |
| 4.  | Costa Rica    | 3   | 0 | 0 | 3 | 001:900 | −8    | 0:60   |

|                             |   |            |           |
| 31. Juli 1985 um 19:00 Uhr  |   |            |           |
| Saudi-Arabien               | – | Costa Rica | 4:1 (1:1) |
| 31. Juli 1985 um 20:45 Uhr  |   |            |           |
| Nigeria                     | – | Italien    | 1:0 (0:0) |
| 2. August 1985 um 19:00 Uhr |   |            |           |
| Saudi-Arabien               | – | Nigeria    | 0:0       |
| 2. August 1985 um 20:45 Uhr |   |            |           |
| Costa Rica                  | – | Italien    | 0:2 (0:1) |
| 4. August 1985 um 19:00 Uhr |   |            |           |
| Saudi-Arabien               | – | Italien    | 3:1 (1:1) |
| 4. August 1985 um 20:45 Uhr |   |            |           |
| Costa Rica                  | – | Nigeria    | 0:3 (0:0) |

Die saudi-arabische Mannschaft bereitete sich intensiv auf das Turnier vor, unter anderem mit einem Trainingslager in Belgien, und kam leistungsgerecht als Gruppenerster der Gruppe C ins Viertelfinale. Das Team war technisch sehr versiert und konnte deutliche Siege über Italien und Costa Rica feiern und blieb dank der besseren Tordifferenz auch vor Nigeria.
Nigeria setzte sich verdient als Gruppenzweiter durch. Das Team spielte einen technisch anspruchsvollen Fußball und war auch konditionell gut trainiert. Mit einem starken Siegeswillen ausgestattet setzten sich die Afrikaner problemlos gegen Italien und Costa Rica durch.
Italien zeigte eine schwache Leistung und schied bereits in der Vorrunde aus. Mit guten Spielern wie Maurizio Ganz oder Sergio Porrini ausgestattet fehlte es vor allem an der Abstimmung. Der Versuch aus einer starken Defensive heraus mit schnellen Kontern zum Torerfolg zu kommen ging nicht auf und sorgte dafür, dass die Mannschaft bereits nach drei Partien wieder abreisen musste.
Costa Rica enttäuschte bei der U16-WM 1985 auf ganzer Linie. Sowohl in taktischer als auch konditioneller Hinsicht konnte das zentralamerikanische Team nicht mit den anderen Mannschaften Schritt halten. Mit drei deutlichen und leistungsgerechten Niederlagen schied man ohne Punktgewinn als Tabellenletzter aus und landete im Abschlussklassement auf dem letzten Platz. Das einzige Tor erzielte der spätere A-Nationalspieler Hernán Medford.

### Gruppe D
| Pl. | Land      | Sp. | S | U | N | Tore    | Diff. | Punkte |
| --- | --------- | --- | - | - | - | ------- | ----- | ------ |
| 1.  | Ungarn    | 3   | 2 | 1 | 0 | 004:000 | +4    | 05:10  |
| 2.  | Brasilien | 3   | 2 | 0 | 1 | 004:200 | +2    | 04:20  |
| 3.  | Mexiko    | 3   | 1 | 1 | 1 | 003:300 | ±0    | 03:30  |
| 4.  | Katar     | 3   | 0 | 0 | 3 | 002:800 | −6    | 0:60   |

|                             |   |           |           |
| 31. Juli 1985 um 19:00 Uhr  |   |           |           |
| Katar                       | – | Brasilien | 1:2 (0:1) |
| 31. Juli 1985 um 20:45 Uhr  |   |           |           |
| Mexiko                      | – | Ungarn    | 0:0       |
| 2. August 1985 um 19:00 Uhr |   |           |           |
| Katar                       | – | Mexiko    | 1:3 (1:1) |
| 2. August 1985 um 20:45 Uhr |   |           |           |
| Brasilien                   | – | Ungarn    | 0:1 (0:0) |
| 4. August 1985 um 19:00 Uhr |   |           |           |
| Katar                       | – | Ungarn    | 0:3 (0:2) |
| 4. August 1985 um 20:45 Uhr |   |           |           |
| Brasilien                   | – | Mexiko    | 2:0 (0:0) |

Ungarn konnte sich in Gruppe D überraschend noch vor Brasilien als Tabellenerster qualifizieren. Die ungarische Auswahl kam am besten mit den schwierigen Platzverhältnissen und den klimatischen Bedingungen während der Monsunzeit in Shanghai zurecht. Zudem gelang es den Ungarn, sich mit taktisch disziplinierten Leistungen gegen die technisch versierteren Mannschaften aus Brasilien, Mexiko und Katar durchzusetzen.
Brasilien musste sich nach der Niederlage gegen Ungarn mit dem zweiten Platz begnügen. Im entscheidenden Spiel gegen Mexiko setzte sich die brasilianische Auswahl souverän durch und schaffte dadurch den Einzug unter die letzten Acht. Durch die schwierigen Platzverhältnisse kam das technisch hochklassige Spiel von André Cruz und seinen Teamkollegen jedoch nie zur vollen Entfaltung.
Mexiko schied trotz einer starken Leistung bereits in der Gruppenphase aus. Die Mexikaner konnten ihr Kurzpassspiel auf dem nassen Boden nie zur Entfaltung bringen und mussten sich Brasilien geschlagen geben. Mit Luis García und Juan de Dios Ramírez standen zwei spätere Teilnehmer an einer A-Weltmeisterschaft im Kader.
Die Mannschaft aus Katar zeigte vielversprechende Ansätze, war jedoch zu unerfahren, um gegen diese Gruppengegner bestehen zu können.

## Finalrunde

### Viertelfinale
Im Viertelfinale konnte sich keiner der vier Gruppensieger für das Halbfinale qualifizieren.
|                                         |   |                |                      |
| 7. August 1985 um 19:30 Uhr in Peking   |   |                |                      |
| China                                   | – | BR Deutschland | 2:4 (2:3)            |
| 7. August 1985 um 19:30 Uhr in Tianjin  |   |                |                      |
| Australien                              | – | Guinea         | 0:0 n. V., 2:4 i. E. |
| 7. August 1985 um 19:30 Uhr in Dalian   |   |                |                      |
| Saudi-Arabien                           | – | Brasilien      | 1:2 (0:1)            |
| 7. August 1985 um 19:30 Uhr in Shanghai |   |                |                      |
| Ungarn                                  | – | Nigeria        | 1:3 (1:1)            |

Der deutschen Elf gelang es, Gastgeber China vor 80.000 Zuschauern im Arbeiterstadion mit 4:2 zu schlagen. Erfolgsgarant für den Sieg war wie schon in der Vorrunde der Stürmer Marcel Witeczek, der drei Treffer erzielte. Mit der deutschen Mannschaft setzte sich das Team mit der größeren Erfahrung durch.
Australien verlor gegen Guinea erst im Elfmeterschießen, nachdem während der kompletten regulären Spielzeit keine Treffer fielen. Das Spiel wurde insbesondere von den Australiern sehr defensiv geführt, die darauf aus waren, keinen Gegentreffer zuzulassen. Im Elfmeterschießen parierte der guineische Torhüter zwei Elfmeter und sorgte so für den Halbfinaleinzug.
Brasilien setzte sich gegen Saudi-Arabien mit 2:1 durch. Beide Teams spielten taktisch sehr diszipliniert und aus einer starken Defensive heraus, wodurch es während der gesamten Spielzeit nur zu wenigen Torchancen kam.
Nigeria konnte sich gegen Ungarn mit 3:1 durchsetzen. Die ungarische Mannschaft ging zwar nach einem Torwartfehler in Führung, war den Nigerianern aber insbesondere im Mittelfeld klar unterlegen. Die Nigerianer drehten schließlich die Partie gegen erschöpft wirkende Ungarn und zogen somit ins Halbfinale ein.

### Halbfinale
|                                         |   |           |                                 |
| 9. August 1985 um 19:30 Uhr in Peking   |   |           |                                 |
| BR Deutschland                          | – | Brasilien | 4:3 (1:2)                       |
| 9. August 1985 um 19:30 Uhr in Shanghai |   |           |                                 |
| Nigeria                                 | – | Guinea    | 1:1 n. V. (1:1, 1:1), 5:3 i. E. |

Die Partie zwischen Brasilien und Deutschland war die beste des gesamten Turniers. Beide Teams zeigten anspruchsvollen Offensivfußball. Die Brasilianer lagen zur Halbzeit verdient mit 2:1 in Front, verpassten es aber, für die Vorentscheidung zu sorgen. In der zweiten Halbzeit drehte die deutsche Elf die Partie, nachdem bei den Brasilianern vermehrt Konzentrationsschwächen auftraten. Auf Seiten der deutschen Mannschaft trat erneut vor allem Marcel Witeczek in Erscheinung, der wie schon im Viertelfinale drei Treffer erzielte.
Nigeria gewann gegen Guinea nach Elfmeterschießen. Nigeria ging in einer guten Partie mit 1:0 in Führung und vergab in der Folgezeit auch einen Elfmeter. Guinea kam bereits Mitte der ersten Hälfte zum Ausgleich. Für Guinea war es innerhalb von drei Tagen die zweite Partie über 100 Minuten und das Team versuchte, das Spiel immer wieder zu verlangsamen. Im Elfmeterschießen hatte die nigerianische Auswahl das nötige Glück, um ins Finale einzuziehen.

### Spiel um Platz 3
|                                        |   |        |           |
| 11. August 1985 um 17:30 Uhr in Peking |   |        |           |
| Brasilien                              | – | Guinea | 4:1 (1:0) |

Brasilien besiegte Guinea im kleinen Finale klar mit 4:1. Die brasilianische Elf war in allen Belangen überlegen und dominierte die Partie von Beginn an. Die guineische Mannschaft war mit ihren Kräften am Ende und konnte der brasilianischen Spielweise nichts mehr entgegensetzen.

### Finale
|                                        |   |         |           |
| 11. August 1985 um 19:30 Uhr in Peking |   |         |           |
| BR Deutschland                         | – | Nigeria | 0:2 (0:1) |

Im ersten Finale um den so genannten Kodak-Cup standen sich der amtierende Europameister Deutschland und Nigeria gegenüber. Die nigerianische U-16-Mannschaft erreichte als erste afrikanische Mannschaft überhaupt das Finale eines FIFA-Wettbewerbs. Nigeria ging bereits in der 4. Minute nach einer Ecke durch Jonathan Akpoborie in Führung, stand anschließend sehr sicher in der Defensive und ließ die deutsche Elf nie zur Entfaltung kommen. Die Entscheidung zu Gunsten Nigerias fiel in der 79. Minute nach einem Konter, der von Igbinoba abgeschlossen wurde.

## Beste Torschützen
Nachfolgend sind die besten Torschützen der U-16-WM 1985 aufgeführt. Die Sortierung erfolgt nach Anzahl ihrer Treffer bzw. bei gleicher Toranzahl alphabetisch.
| Platz | Spieler             | Tore |
| ----- | ------------------- | ---- |
| 1     | Marcel Witeczek     | 8    |
| 2     | William             | 5    |
| 3     | Billa Momoh         | 4    |
| 4     | Guo Zhuang          | 3    |
|       | Abdulaziz Al Razgan | 3    |
|       | Bismarck            | 3    |
|       | Victor Igbinoba     | 3    |

## Auszeichnungen
Der brasilianische Mittelfeldspieler William wurde mit dem Goldenen Schuh als bester Spieler des Turniers ausgezeichnet. Mit fünf Toren erzielte er die zweitmeisten Treffer und war als Spielgestalter seiner Mannschaft auch an weiteren Toren beteiligt. Der Deutsche Marcel Witeczek wurde mit acht Toren mit dem Goldenen Schuh als Torschützenkönig der Weltmeisterschaft ausgezeichnet.
Der FIFA Fair Play Award „Sport Billy“ ging an die deutsche Elf, die im gesamten Turnier nur eine gelbe Karte erhielt (Ralf Lewe gegen Argentinien).

## Fazit
Die FIFA betrachtete das Turnier als vollen Erfolg. Die zumeist offensive Spielweise der Mannschaften sorgte für attraktive Partien und damit verbundene hohe Zuschauerzahlen während des Turniers. Insgesamt befanden sich die meisten Mannschaften in etwa auf demselben Niveau, dennoch wurden die Mannschaften Nigerias, Argentiniens, Brasiliens und Deutschlands als die insgesamt reifsten hervorgehoben.
Hervorgehoben wurde auch das hohe technische Können der meisten Spieler, das kaum einen Unterschied zum Erwachsenenbereich aufwies. Die Defizite der meisten Teams lagen in der Vernachlässigung des Defensivbereichs und im taktischen Verständnis.
Von der Technischen Studien-Gruppe der FIFA wurde vor allem das mangelnde Interesse der nationalen Presse der teilnehmenden Länder bemängelt. Zudem wurde der teilweise große Abstand zwischen Qualifikation und der Weltmeisterschaft kritisiert, der dafür sorgte, dass manche Mannschaften komplett verändert werden mussten. Auch der geringe Abstand zwischen den einzelnen Einsätzen der Teams wurde negativ hervorgehoben. Eine Pause von nur einem Tag zwischen den Spielen war zur Regeneration für die jungen Spieler zu wenig.